# Адам Пітерсон (тенісист)
Адам Пітерсон (англ. Adam Peterson; нар. 16 липня 1974) — колишній американський тенісист.
Найвищу одиночну позицію світового рейтингу — 355 місце досяг 6 квітня 1998, парну — 102 місце — 4 жовтня 1999 року.
Найвищим досягненням на турнірах Великого шолома було 2 коло в парному розряді.

## Титули на челленджерах

### Парний розряд: (3)
| Ранг | Рік  | Турнір            | Покриття | Партнер       | Суперники                     | Рахунок       |
| ---- | ---- | ----------------- | -------- | ------------- | ----------------------------- | ------------- |
| 1.   | 1995 | Бінгемтон, США    | Тверде   | Скотт Гамфріс | Ніл Борвік Джеймі Морґан      | 7–6, 6–2      |
| 2.   | 1998 | Сан-Дієго, США    | Тверде   | Пол Голдстейн | Майкл Гілл Скотт Гамфріс      | 6–2, 7–5      |
| 3.   | 1999 | Гренобль, Франція | Тверде   | Кріс Тонц     | Мартін Гарсія Крістіану Теста | 4–6, 6–3, 6–4 |